# Xã Isbell, Quận Lonoke, Arkansas
Xã Isbell (tiếng Anh: Isbell Township) là một xã thuộc quận Lonoke, tiểu bang Arkansas, Hoa Kỳ. Năm 2010, dân số của xã này là 123 người.